# Решинарі (комуна)
Решинарі (рум. Rășinari) — комуна у повіті Сібіу в Румунії. До складу комуни входять такі села (дані про населення за 2002 рік):
- Пріслоп (243 особи)
- Решинарі (5286 осіб) — адміністративний центр комуни

Комуна розташована на відстані 212 км на північний захід від Бухареста, 10 км на південний захід від Сібіу, 124 км на південь від Клуж-Напоки, 119 км на захід від Брашова.

## Населення
За даними перепису населення 2002 року у комуні проживали 5529 осіб.
Національний склад населення комуни:
| Національність   | Кількість осіб | Відсоток |
| ---------------- | -------------- | -------- |
| румуни           | 5239           | 94,8%    |
| цигани           | 282            | 5,1%     |
| угорці           | 3              | 0,1%     |
| німці            | 3              | 0,1%     |
| росіяни-липовани | 1              | < 0,1%   |
| серби            | 1              | < 0,1%   |

Рідною мовою назвали:
| Мова      | Кількість осіб | Відсоток |
| --------- | -------------- | -------- |
| румунська | 5524           | 99,9%    |
| угорська  | 3              | 0,1%     |
| німецька  | 1              | < 0,1%   |
| сербська  | 1              | < 0,1%   |

Склад населення комуни за віросповіданням:
| Релігія            | Кількість осіб | Відсоток |
| ------------------ | -------------- | -------- |
| православні        | 5418           | 98,0%    |
| п'ятдесятники      | 51             | 0,9%     |
| бретрени           | 23             | 0,4%     |
| старообрядці       | 22             | 0,4%     |
| баптисти           | 4              | 0,1%     |
| греко-католики     | 2              | < 0,1%   |
| реформати          | 1              | < 0,1%   |
| не вказали релігію | 4              | 0,1%     |